# 及川以造
及川以造（日语：及川 いぞう，1960年3月5日—），日本演员、声優。舊藝名及川以造。株式会社愛企画、昭和芸能舎（旧 新宿芸能社）所属。山口県出身。

## 演出作品

### 電視劇
- NHK大河劇 龍馬傳（2010年、NHK） - 吉井幸輔
- 小汪刑事第5話（2011年2月12日、日本電視台）
- Bull Doctor第6話（2011年8月10日、日本電視台）- 川島社長

### 電視動畫
- ONE PIECE（艾斯巴古）
- 爆丸（魔帝海德拉）2007年
- 爆丸2大爆破（魔帝海德拉）2010年
- 心跳！光之美少女（塞巴斯坦）2013年
- 大正處女御伽話（受災者）2021年
- 平凡職業造就世界最強（雅列斯特）2022年

### 電影
- 扶桑花女孩2006
- 死亡預告2008 選挙スタッフ役